# Philip Oslev
Philip Nzeyimana Oslev (27 novembre 1994) è un calciatore burundese, difensore del Frem e della nazionale burundese.

## Carriera

### Club
Ha giocato nelle serie minori del campionato danese.

### Nazionale
Nel 2020 ha esordito in nazionale.

## Statistiche

### Cronologia presenze e reti in nazionale
| Cronologia completa delle presenze e delle reti in nazionale ― Burundi | Cronologia completa delle presenze e delle reti in nazionale ― Burundi | Cronologia completa delle presenze e delle reti in nazionale ― Burundi | Cronologia completa delle presenze e delle reti in nazionale ― Burundi | Cronologia completa delle presenze e delle reti in nazionale ― Burundi | Cronologia completa delle presenze e delle reti in nazionale ― Burundi | Cronologia completa delle presenze e delle reti in nazionale ― Burundi | Cronologia completa delle presenze e delle reti in nazionale ― Burundi |
| Data                                                                   | Città                                                                  | In casa                                                                | Risultato                                                              | Ospiti                                                                 | Competizione                                                           | Reti                                                                   | Note                                                                   |
| ---------------------------------------------------------------------- | ---------------------------------------------------------------------- | ---------------------------------------------------------------------- | ---------------------------------------------------------------------- | ---------------------------------------------------------------------- | ---------------------------------------------------------------------- | ---------------------------------------------------------------------- | ---------------------------------------------------------------------- |
| 11-10-2020                                                             | Dar es Salaam                                                          | Tanzania                                                               | 0 – 1                                                                  | Burundi                                                                | Amichevole                                                             | -                                                                      |                                                                        |
| 11-11-2020                                                             | Nouakchott                                                             | Mauritania                                                             | 1 – 1                                                                  | Burundi                                                                | Qual. Coppa d'Africa 2021                                              | -                                                                      |                                                                        |
| 26-3-2021                                                              | Bujumbura                                                              | Burundi                                                                | 2 – 2                                                                  | Rep. Centrafricana                                                     | Qual. Coppa d'Africa 2021                                              | -                                                                      |                                                                        |
| 30-3-2021                                                              | Rabat                                                                  | Marocco                                                                | 1 – 0                                                                  | Burundi                                                                | Qual. Coppa d'Africa 2021                                              | -                                                                      |                                                                        |
| Totale                                                                 |                                                                        | Presenze                                                               | 4                                                                      |                                                                        | Reti                                                                   | 0                                                                      |                                                                        |